# Alexander Dale Oen
Alexander Dale Oen (ur. 21 maja 1985 w Øygarden, zm. 30 kwietnia 2012 w Flagstaff) – norweski pływak, mistrz świata z Szanghaju, wicemistrz olimpijski z Pekinu, brązowy medalista mistrzostw świata na basenie 25 m i mistrz Europy na długim basenie w wyścigu na 100 m stylem klasycznym. Zmarł w wyniku zatrzymania akcji serca.

## Sukcesy

### Igrzyska olimpijskie
| Olimpiada  | Data             | Konkurencja             | Rezultat  | Miejsce |
| ---------- | ---------------- | ----------------------- | --------- | ------- |
| Pekin 2008 | 11 sierpnia 2008 | 100 m stylem klasycznym | 58,20 sek | 2       |

### Mistrzostwa świata (basen 50 m)
- 2011 Szanghaj –  (100 m klasycznym)

### Mistrzostwa świata (basen 25 m)
- 2006 Szanghaj –  (100 m klasycznym)

### Mistrzostwa Europy
- 2006 Budapeszt –  (100 m klasycznym)
- 2008 Eindhoven –  (100 m klasycznym)
- 2008 Eindhoven –  (200 m klasycznym)
- 2008 Eindhoven –  (50 m klasycznym)
- 2010 Budapeszt –  (100 m klasycznym)
- 2010 Budapeszt –  (200 m klasycznym)

### Mistrzostwa Europy (basen 25 m)
- 2006 Helsinki –  (100 m klasycznym)
- 2011 Szczecin –  (50 m klasycznym)
- 2011 Szczecin –  (100 m klasycznym)